# I due volti di Nunù
I due volti di Nunù è un film muto italiano del 1920 diretto da Alfredo De Antoni.

## Trama
Nunù, figlia di un padre generoso e di una madre perversa, è cresciuta con una doppia personalità, sensibile ma anche immorale. Abbandonata dai genitori, viene accolta da una famiglia benestante con una figlia della sua stessa età, che la tratta come una sorella. Ma Nunù seduce il fidanzato di costei e lo istiga a fuggire con lei. La giovane abbandonata cade in depressione e rischia di morire. Allora il padre prega Nunù di desistere e lei, fingendosi donna di malaffare, fa in modo che l'amante torni della prima fidanzata. Poi per la vergogna ed il dolore si suicida gettandosi nelle acque vorticose di un fiume.

## Produzione
I due volti di Nunù fu uno degli ultimi film prodotti dalla "Tiber Film" quando la casa di produzione romana, che era stata per tutta la seconda metà degli anni '10 una delle principali aziende cinematografiche italiane, era già passata dalle mani del suo fondatore, Gioacchino Mecheri, a quelle del proprietario della "Caesar Film" e fondatore della "U.C.I.", Giuseppe Barattolo.
Il film fu prodotto negli stabilimenti romani della "Tiber" che si trovavano presso la Villa Sacchetti nell'area di Valle Giulia, disponendo in allora di una superficie tecnica di circa 40.000 mq.. Al tempo della realizzazione questo film - che oggi, come la gran parte della produzione di quell'azienda, è considerato perduto - erano ancora attivi presso la "Tiber" - che  poco dopo cesserà l'attività, travolta assieme all'U.C.I. dalla crisi della cinematografia italiana - numerosi ed importanti attori ed attrici dell'epoca tra cui le sorelle Jacobini, Maria e Diomira.
Per questo film  il soggettista e sceneggiatore Campanile Mancini, tentò l'esperimento di eliminare quasi del tutto le didascalie  che nelle pellicole mute interrompevano per finalità descrittive l'azione.

## Accoglienza
Dalle scarse cronache pervenute sono desumibili giudizi di grande apprezzamento per I due volti di Nunù ed in particolare per Diomira Jacobini a cui, benché considerata, a differenza della sorella, più incline a ruoli brillanti, era stato invece qui affidato un personaggio drammatico. Nella prosa del tempo questa interpretazione venne descritta come «dotata di impareggiabile grazia che ci fa sembrare la selvaggia fanciulla una piccola fata dei boschi [per cui] Diomira Jacobini può andare superba di aver interpretato così meravigliosamente questo carattere che racchiude in sé due tipi affatto opposti di donna».